# Алинджакала
Алінджакала,
Алінджа-калу, або фортеця Алінджа (азерб. Əlincə qalası), раніше вірменською Ернджак (вірм. Երնջակ) також носило назву Анарик (вірменською «неприступна») — фортеця, розташована на захід від села Ханега, неподалік від міста Джульфа в Азербайджані, на правому березі річки Алінджа (Алінджачай), на вершині гори Алінджа. Фортеця була однією з найпотужніших оборонних споруд свого часу.

## Назва
Фортеця Алінджа або Алінджак (вірменською Ернджак, назва області у провінції Сюнік), нині на території Нахічевань в Азербайджані. Свою назву область отримала від однойменної фортеці Ернджак. У свою чергу фортеця, на думку Івана Шопена, свою назву отримала на честь вірменської княгині Ернджак, яка побудувала фортецю і назвав його своїм ім'ям. Місце вибране вірменської княжною для будівництва фортеці було настільки вдалим, що споруда також носила назву Анарік (з вірменського «неприступна»). Німецький філолог Генріх Хюбшман зазначає, що Ернджак пізніше називалася Алінджа. За інформацією Смбата Тер-Аветисяна це сталося в XV столітті, коли фортеця «Ернджак» стала називатися «Алінджа-кала». Іван Шебликін зазначає що в XVI столітті фортеця вже згадується як Алінтчиа, Лиіджіа та Алінкріа.
Арабська назва фортеці — «Алінджак», азербайджанська — «Алінджакала». Імовірно назва цієї фортеці у формі «Алинджа» зустрічається в середньовічному огузькому героїчному епосі «Кітабі Деде Коркут»: «По дорозі їм зустрілася фортеця Алинджа; там чорний тагавор влаштував загін, наповнив його з птахів гусьми, курми, із звірів козами, зайцями, зробив його пасткою для джигітів-огуз». В епосі фортеця відноситься до тих, які перебували в руках «кафірів», тобто християн.
Згідно з азербайджанськими авторами, фортеця була пов'язана з діяльністю атабеків і має старотюркську назву. На думку ж вірменських авторів, фортеця «одне з найдавніших вірменських поселень, одна з найдавніших княжих резиденцій у Вірменії». Обидві думки, особливо азербайджанська, критикуються російським істориком Віктором Шнірельманом як приклад етноцентристського підходу в історіографії. Так, як зазначає Шнірельман, азербайджанська школа історіографії «будь-якими засобами прагне позбавити історію Азербайджану вірменської присутності».

## Історія
Згідно з даними, отриманими в 1929 році в результаті експедиції КІАІ, фортеця Ернджак не раз згадується в перших століттях нашої ери, була заснована сюнікськими феодалами і належала вірменському роду Сюні. Перебуваючи перед входом Зангезурського хребта, фортеця Ернджак захищала володіння нахарарів. Роберт Хьюсен згадує фортецю Ернджак як мінімум з часів арабського завоювання в 821 році. У джерелах ця фортеця вперше згадується в X столітті у Ованеса Драсханакертци під час облоги її відомим полководцем арабів саджидським еміром Юсуфом ібн Абу Саджем, в дні царювання вірменського царя Смбата I Багратуні. Британський вчений Ентоні Істмунд і американський вчений Лінн Джонс згадують опір Смбата I Юсуфа ібн Абу Саджу в фортеці Ернджак у 914 році. Джонс вважає, що в 913 році фортеця належала роду Багратуні. У 914 році Юсуф, бажаючи примусити до здачі фортеці, вбив перед цією фортецею Смбата I Багратуні.
Що сталося з цією фортецею до XIII століття залишається невідомим.
Вірменський історик XIII століття Степанос Орбелян, повідомляючи про відомі фортеці, згадує також про фортецю Ернджак:
|  | ...якась знатна жінка (з Сюніка) на ім'я Ернджік побудувала цю фортецю, аби зберігати там скарби і данина країни, її ім'ям вона (фортеця) і називається... |

При главі палацової адміністрації Держави Ільдегізидів Джахан-Пехлеване у фортеці Алінджа-калу Ільдегізидів зберігалася основна скарбниця іракських Сельджукидів.
У 1225 році у фортеці Алінджа помер останній правитель держави Ільдегізидів Музаффар ад-Дін Узбек. На початку XIII століття області Ернджак і Чахук вірменської історичної області Сюнік перейшли від Ільдегізидів до Елікуму Орбеляну. За даними вірменських середньовічних авторів, «до появи татар, перський атабек або султан фортеці „Єрінджак“ Джахук (область) з межами подарував Елікуму Орбелянцу. Його діти у татар були у великій пошані, й посіли її». За інформацією відомого британського медієвісті Стівена Рансімана фортеця Еренджак можливо була резиденцією однієї з гілок вірменського княжого роду Орбелян, які володіли цією частиною Сюніка. Можливо, що християни довгий час володіли фортецею, бо католицькі місіонери без страху проживали в селах цієї області до XIV століття, що підтверджується напівстертою припискою в одній книжці від 1353 року.
У 1388/1389 році правитель фортеці Алінджа Ходжа Джоухар, поширивши свою владу на територію аж до Капана, став претендувати і на Тебріз. Візиром у нього був Імад ад-Дін, а головним еміром — Алтун. У цьому ж році еміри Алінджа Шейх Аділь Мухаммед і Мухаммед Халіл Джаханшахі напали на Тебріз і вбили його правителя Кара-Бастама. Ходжа Джоухар, прибувши до міста, призначив у ньому правителем свого візира еміра Імад ад-Діна, а сам повернувся до Алінджи.
Після смерті Ходжі Джоухура в 1389/1390 році правителем фортеці став емір Алтун, який також намагався захопити Тебріз в 1390/1391 році, однак, отримавши відсіч, був змушений повернутися в Алинджу. Напередодні другого нашестя Тамерлана фортецею Алінджа та її околицями правил емір Алтун.

### Взяття фортеці Тимуридами

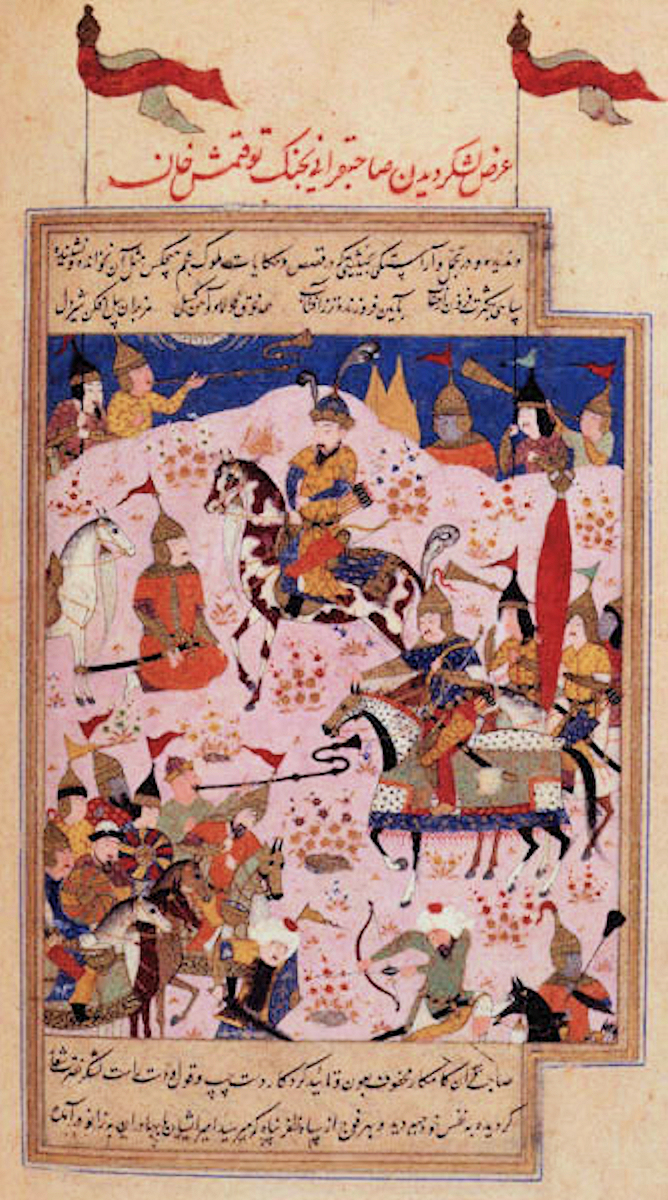
Мініатюра XVI століття, що зображає Тамерлана та його військо

В 1387 році війська Тамерлана вторглися до Азербайджану (область головним чином на південь від річки Аракс). Розбивши війська Джелаїрідів, Тамерлан опанував Тебризом
В цей час історичний регіон Вірменія переживає тривалу татарську навалу. Тоді, протягом 1386—1403 рр. мали місце, мабуть, найжорстокіші вторгнення в регіон ззовні. Ці нашестя Тамерлана були останніми з великих нападів на Вірменське нагір'я з Центральної Азії. Захисники фортеці Алінджакала надавали найстійкіший опір загарбникам. Тоді обложені з допомогою грузинських загонів обороняли фортецю від військ Тамерлана та його сина Міраншаха. Відомо також, що у 1394 році Міраншах, який обложив Алинджакалу, власноруч убив у цій фортеці перського поета і містика Фазлаллаха Наїмі.
Будучи в Хаштруді, Тамерлан відправив частину військ під проводом свого сина Шахруха в Ерзурум, а сам через Тебріз попрямував в Нахічевань. В цей час еміру Фіруз-шаху вдалося взяти Алінджу. Так, у 1400/1401 році війська Тамерлана, завоювавши Сівас, Малатью, рушили на Арабський Ірак. Тут же Тамерлан і отримав звістку про взяття фортеці Алінджа еміром Фіруз-шахом. За наказом Тамерлана захисники фортеці, в тому числі емір Ахмед Огулшай, були страчені. Спеціально прибувши до Алінджи з Нахічевані, Тамерлан призначив начальником фортеці мелека Мухаммеда Обахі.
Фортеця відіграла значну роль у період Тимуридів і Туркоман.

### Подальша історія фортеці
За описом іспанського мандрівника XV століття Руй Гонсалеса де Клавіхо, Алінджа стояла на високій крутій горі, яка внизу була оточена стінами з вежами; всередині стін, на схилах (нижніх) гори було багато виноградників, садів, оброблюваних полів, пасовищ, джерел і цистерн води; на самому верху гори знаходився власне замок або цитадель.
У XV столітті правитель держави Кара-Коюнлу Кара-Юсуф віддав Нахічевань і фортецю Алінджа кази Імад ад-Діну, який запросив для охорони фортеці туркоманських емірів Хаджі Курчі, Джамал ад-Діна і Шахріяра. Однак, ці еміри організували проти Імад ад-Діна змову, вбили його і його братів, і запросили до фортеці сина Кара-Юсуфа Іскендера, улус якого знаходився недалеко від Нахічевані, і запропонували йому стати її правителем. Іскендер після прибуття в фортецю повідомив про це свого батька. Той затвердив його правителем області Нахічевань і фортеці Алинджою. Новий правитель призначив своїм сахіб-диваном Шахріяра, хаджі-сараєм — Джамал ад-Діна і воєначальником — Хаджі Курчі. У 1434 році зазнав поразки від Шахруха, сина Тамерлана, Іскендер сховався у фортеці Алінджа. У серпні 1435 року Іскендер був розбитий тимуридськими і ширванськими військами і втік в Малу Азію. Султан Шахрух доручив управління країною Джаханшаху, братові Іскендера. Вигнаний Іскендер, втім, ще раз намагався повернути собі престол з допомогою османів і мамлюкського султана Єгипту, але був розбитий Джаханшахом і обложений у фортеці Алинджа. Син Іскендера, юний Шах-Кубад, таємно вступив в зв'язок з однією з наложниць гарему батька, за її навіюванню, вночі під час сну зарізав п'яного батька в його спальні, а голову послав Джаханшаху. Втім, Джаханшах влаштував Іскендеру урочисті похорони і в 1437 році спорудив над його могилою в Тебрізі величний мавзолей.
У фортеці постійно перебувало 200 воїнів, які отримували кожні три місяці платню і провіант. На утримання фортеці щорічно витрачалися великі суми, лягали тягарем на раятів краю. За правління онука Тамерлана Мірзи Омара за сприяння тебрізького кази Імам ад-Діна Нахічевані і за наказом Джаханшаха фортеця Алінджа була зруйнована. За це газі виплатив у розмірі 50 тисяч динарів кебеки еміру Джаханшаху. Пізніше за наказом султана Ахмеда Імам ад-Дін відновив фортецю.
У XVI столітті фортеця згадується під назвою Алінтчіа, Лінджіа та Алінкріа. До початку XVII століття в областях Ернджак, Нахічевань і Джахук проживало близько 19 тисяч вірмен католиків.
У XVII столітті володар Єревана Аміргюне-хан (1603 рік) перебував у фортеці і коли почув про набіги османів на Гегамську країну — послав на них Датабека і відігнав їх від кордонів Кота.
Згодом під час російсько-перської війни тут знаходилися перські війська. Після них — нечисленні російські загони.
У Алішана в його «Сісакані» (Венеція, 1893 рік) є згадка і опис фортеці:

## Будівля
У фортеці є численні гідротехнічні, оборонні, житлові та палацові споруди які займають вершину гори та її схили. Потужні ряди кам'яних стін в кілька ліній йдуть від підніжжя гори до вершини. У тіні були вкриті басейни-цистерни, які збирали колись дощову і талу воду. У фортеці Алинджа-Калу також зберігалася головна скарбниця Ільдегізидів.
В 1851 році, Іван Шопен відзначав, що всередині фортеці знаходиться добре збережений вірменський монастир званий Ванк-Ернджака, де зберігалися мощі святого Григорія.
У 1936 році експедицією Азербайджанської філії Академії наук СРСР на обстеженій скелястій вершині в Алінджакалі був виявлений ряд штучних споруд, деякі з яких мали характер водосховищ, висічених у скелях.